# Ga Sasang (Busan Metro)
Ga Sasang là ga của tuyến BGLRT của Busan Metro nằm ở Gwaebeop-dong, quận Sasang, Busan. Tên trong dấu ngoặc đơn của Busan Metro là Ga cuối phía Tây.

## Hình ảnh

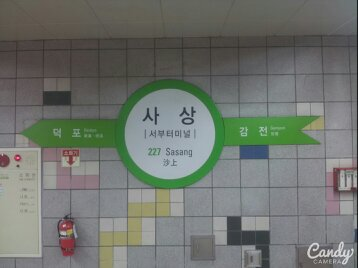
Bản hiệu ga (Tuyến 2)
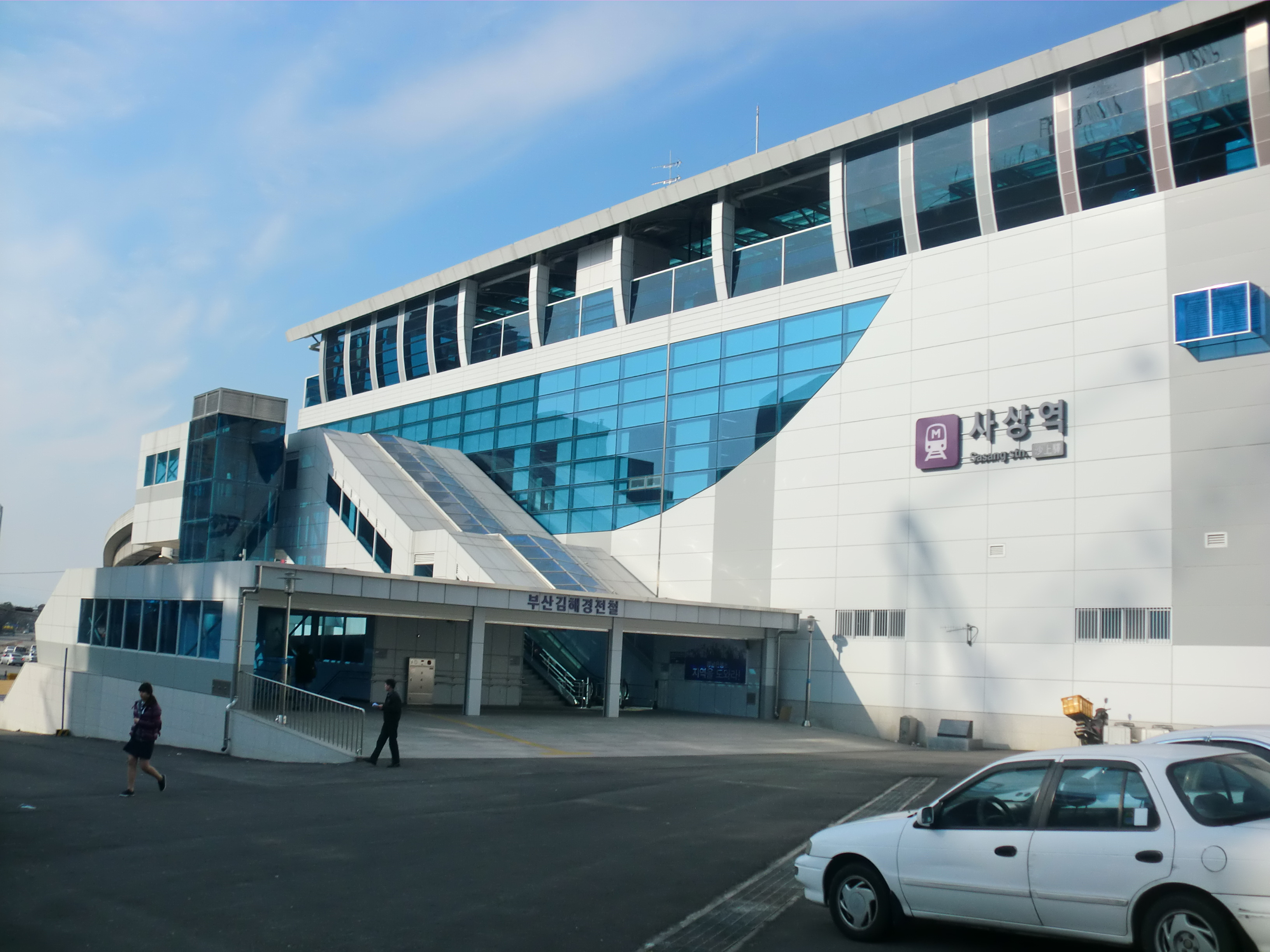
Ga BGL

## Liên kết
- (tiếng Hàn) Thông tin ga từ Tổng công ty vận chuyển Busan
- Thông tin ga, tuyến BGLRT từ Tổng công ty vận chuyển Busan (tiếng Hàn)